# Rhododendron 'Edith Pride'
Edith Pride — сорт вечнозелёных рододендронов.
Данный сорт не следует путать с листопадным рододендроном 'Edith Pride' Pride O.S. (Батлер, Пенсильвания, США), 1952.

## Биологическое описание
Вечнозелёный кустарник. Высота до 190 см.
Листья 140 х 45 мм, зелёные, узко-эллиптические с острой вершиной. Сохраняются около 3 лет.
Соцветия терминальные, овальные, несут до 22 цветков. Бутоны тёмно-розовые.
Цветки воронковидные, 50 мм в ширину, яркие, нежно-пурпурно-розовые с бледно-жёлтыми и белыми пятнышками. Аромат отсутствует.
Выдерживает понижения температуры до −32 °С.